# 藤原かずえ
藤原 かずえ（ふじわら かずえ）は、日本のブロガー、執筆家である。月刊誌『Hanada』を中心に保守的な立場からエッセイ等を定期的に発表している。内容はマスメディアの報道や政治家の議論の問題点に関する論考が中心である。

## 来歴
フェイスシート等は一切未公開であるが、TwitterおよびInstagramには自身のポートレートを公開している。

## 著作

### 単行本
- 『「セクハラ」と「パワハラ」野党と「モラハラ」メディア』(ワニブックス、2018年)
- 『テレビ界「バカのクラスター」を一掃せよ：コロナ禍はテレビ禍』(飛鳥新社、2020年)

### 雑誌論文
- 「安易なモラリズムが逆差別を生む」 『Hanada』 (86) 284-291, 2023-07
- 「安倍憎悪メディアの暴走が止まらない」 『Hanada』 (88) 294-305, 2023-09
- 「ジャニーズ性加害を隠蔽したテレビの大罪」 『Hanada』 (89) 306-317, 2023-10
- 「『汚染水放出デマ』風評加害者の卑劣」 『Hanada』(90) 310-321, 2023-11
- 「ジャニーズ問題 最も狡猾なのはテレビ局」 『Hanada』 (91) 256-267, 2023-12
- 「ジャニーズ報道 各局の「検証番組」はアリバイ工作だ」『Hanada』 (93) 262-275, 2024-02
- 「能登半島大地震 悪意に満ち満ちた志賀原発報道」『Hanada』(95) 290-301, 2024-04
- 「不適切にもほどがある」? 麻生太郎副総理「おばさん」発言『Hanada』 (96) 294-305, 2024-05
- 「関口宏『サンデーモーニング』 その偏向報道徹底検証」『Hanada』(97) 268-277, 2024-06

## 人物
- 興味ある学問は数学と地質学と論理と歴史である[3]。
- 好きな音楽は「ズージャ」であり[3]、「おバカ映画」(ママ)の鑑賞が趣味であるとしている[3]。
- 好きな場所は京都である[3]。